# Antonio Florio
Antonio Florio (Bari, 1956) è un compositore, direttore d'orchestra e musicologo italiano.

## Biografia
Nato a Bari, studiò con Nino Rota al Conservatorio di Bari diplomandosi in violoncello, pianoforte e composizione. Si trasferì poi a Napoli dove si dedicò alla ricerca musicologica contribuendo alla riscoperta di molte composizioni del repertorio barocco composto a Napoli nel XVII e XVIII secolo. Nel 1987 fondò l'ensemble Cappella della Pietà de' Turchini, poi ribattezzato Cappella Neapolitana di cui è direttore e col quale ha registrato oltre trenta album che danno un'ampia visione dell'attività musicale della Napoli dell'epoca barocca.

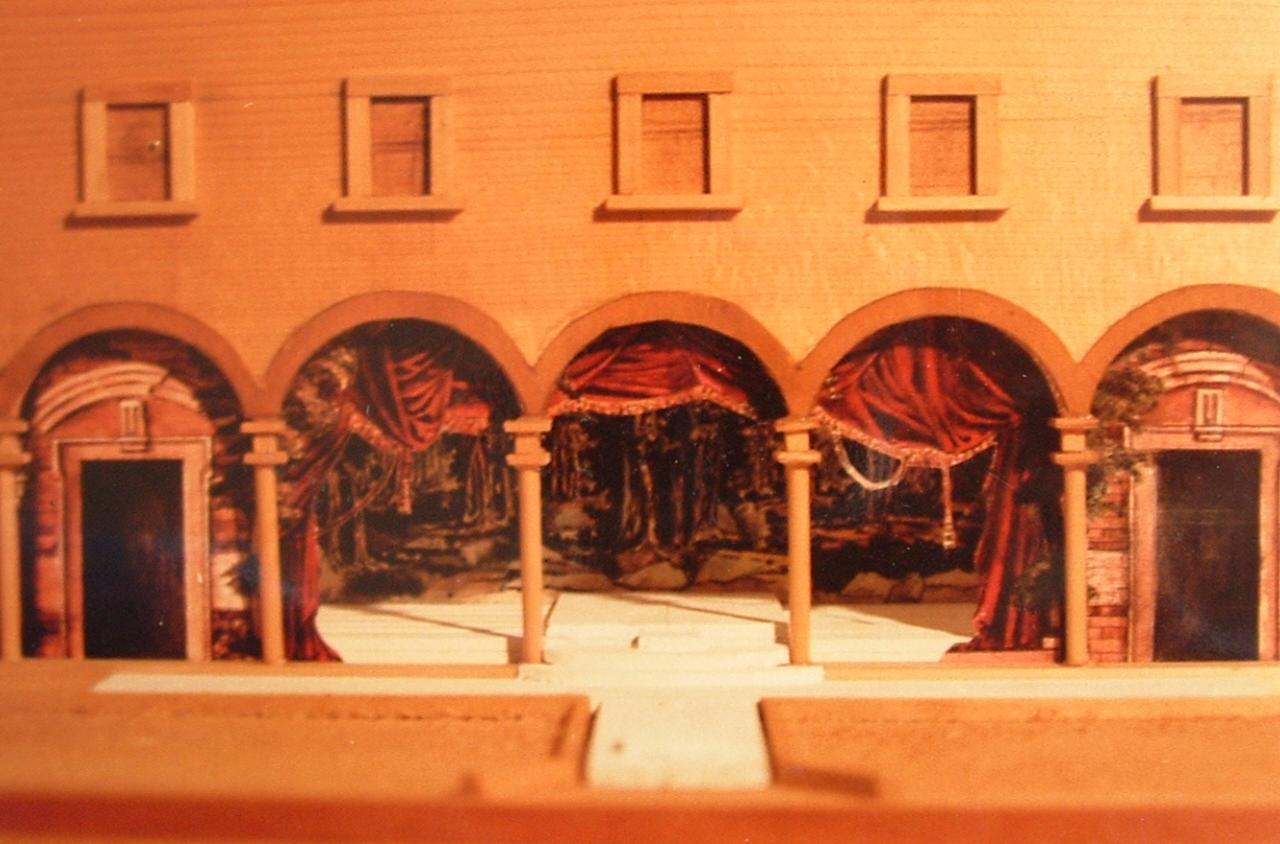
Lo schiavo di sua Moglie.

Fra le opere da lui riscoperte e talvolta ricostruite nelle parti mancanti si ricordano La colomba ferita (1670), Il schiavo di sua moglie (1671) e La stellidaura vendicante (1674) di Francesco Provenzale, Il disperato innocente di Francesco Boerio (1673), La finta cameriera di Gaetano Latilla (1673), Li zite'n galera di Leonardo Vinci (1722), Il Pulcinella vendicato di Giovanni Paisiello (1767) e La statira di Francesco Cavalli, quest'ultima nell'edizione del 1666.